# باران و بومی
داستان‌های جزیره (اپیزود سوم، باران و بومی) هفتمین فیلم سینمایی رخشان بنی‌اعتماد و ساخت سال ۱۳۷۷ است.

## بازیگران
| بازیگر         | نقش   |
| -------------- | ----- |
| باران کوثری    | باران |
| ابراهیم شیبانی | بومی  |
| شیرین دیباج    |       |
| فرزانه عسگریان |       |
| ثمین عسگریان   |       |
| غزل گلمکانی    |       |
| محبوبه صادقی   |       |
| مهتاب کریمی    |       |

## عوامل
- طراح چهره‌پردازی: مهرداد میرکیانی
- صدابردار: پرویز آبنار
- صداگذاری و میکس: مسعود بهنام

## خلاصه فیلم
دختر نوجوانی به نام باران به همراه مادرش برای سفر کوتاهی به کیش می‌رود. او در جزیره با پسری بومی آشنا می‌شود که صیاد مروارید است. بومی به باران قول می‌دهد که برای او به شکار مروارید خواهد رفت. بومی به شکار مروارید می‌رود، اما دست‌خالی بر می‌گردد. باران از بومی خداحافظی می‌کند و به شهرش باز می‌گردد.

## جشنواره

### شرکت در جشنواره
- سی‌امین جشنواره بین‌المللی فیلم رتردام؛ بخش مسابقه؛ ۱۳۷۹
- یازدهمین جشنواره بین‌المللی فیلم کودکان قاهره؛ بخش مسابقه؛ ۱۳۷۹
- بیست و چهارمین جشنواره بین‌المللی فیلم گوتنبرگ؛ بخش مسابقه؛ ۱۳۷۹
- یازدهمین جشنواره بین‌المللی فیلم لیوبلیانا؛ بخش مسابقه؛ ۱۳۷۹
- جشنواره بین‌المللی هنرهای ایرانی در خانه فرهنگ‌های جهان در برلین؛ بخش مسابقه؛ ۱۳۷۹
- سیزدهمین جشنواره بین‌المللی فیلم برانشوایک؛ بخش مسابقه؛ ۱۳۷۸
- پنجاه و ششمین جشنواره بین‌المللی فیلم ونیز؛ بخش مسابقه؛ ۱۳۷۸
- چهل و دومین جشنواره بین‌المللی فیلم لایپزیگ؛ بخش مسابقه؛ ۱۳۷۸

## سایر اپیزودها
- داستان‌های جزیره (فیلم)
- داستان‌های جزیره (تست دموکراسی)
- داستان‌های جزیره (دختردایی گمشده)